# Том (Германия)
Том (нем. Thomm) — община в Германии, в земле Рейнланд-Пфальц.
Входит в состав района Трир-Саарбург. Подчиняется управлению Рувер. Население составляет 1078 человек (на 31 декабря 2010 года). Занимает площадь 4,49 км².

## Галерея
- Том
- Небольшой фонтан
- Скульптура. Находится в южной части села
- Церковь
- Дом общины